# Steffen Wöller
Steffen Wöller (Erfurt, 10 settembre 1972) è un ex slittinista tedesco.

## Biografia
Iniziò a gareggiare per la nazionale tedesca orientale nelle varie categorie giovanili nelle specialità del doppio giungendo al secondo posto in Coppa del Mondo juniores nella stagione 1990/91 ed ottenendo una medaglia d'argento ai campionati mondiali juniores in coppia con Steffen Skel, con il quale ha condiviso anche tutti i suoi successivi risultati nella specialità biposto.
Esordì in Coppa del Mondo nella stagione 1993/94, conquistò il primo podio il 5 dicembre 1993 nel doppio a Sigulda e la prima vittoria il 16 gennaio 1994 sempre nel doppio ad Oberhof. Trionfò in classifica generale nella specialità del doppio nell'edizione del 2000/01.
Prese parte a tre edizioni dei Giochi olimpici invernali, sempre nel doppio: a Lillehammer 1994 giunse quattordicesimo, a Nagano 1998 concluse all'ottavo posto ed a Salt Lake City 2002 terminò la gara al quarto posto.
Ai campionati mondiali ottenne cinque medaglie, delle quali una d'oro nella gara a squadre a Sankt Moritz 2000. Nelle rassegne continentali vinse tre titoli continentali, uno nel doppio e due nella gara a squadre, oltre a tre medaglie d'argento.
Si ritirò dall'attività agonistica al termine della stagione 2003/04.

## Palmarès

### Mondiali
- 5 medaglie:
  - 1 oro (gara a squadre a Sankt Moritz 2000);
  - 3 argenti (doppio a Sankt Moritz 2000; doppio, gara a squadre a Calgary 2001);
  - 1 bronzo (doppio ad Igls 1997).

### Europei
- 6 medaglie:
  - 3 ori (gara a squadre ad Altenberg 2002; doppio, gara a squadre ad Oberhof 2004);
  - 3 argenti (doppio ad Oberhof 1998; doppio, gara a squadre ad Winterberg 2000).

### Mondiali juniores
- 1 medaglia:
  - 1 argento (doppio a Königssee 1991).

### Coppa del Mondo
- Vincitore della Coppa del Mondo nella specialità del doppio nel 2000/01.
- 24 podi (tutti nel doppio):
  - 8 vittorie;
  - 7 secondi posti;
  - 9 terzi posti.

#### Coppa del Mondo - vittorie
| Data             | Luogo     | Paese    | Disciplina              |
| ---------------- | --------- | -------- | ----------------------- |
| 16 gennaio 1994  | Oberhof   | Germania | Doppio con Steffen Skel |
| 16 gennaio 1999  | Oberhof   | Germania | Doppio con Steffen Skel |
| 21 novembre 1999 | Sigulda   | Lettonia | Doppio con Steffen Skel |
| 5 dicembre 1999  | Königssee | Germania | Doppio con Steffen Skel |
| 26 novembre 2000 | Sigulda   | Lettonia | Doppio con Steffen Skel |
| 3 dicembre 2000  | Oberhof   | Germania | Doppio con Steffen Skel |
| 16 dicembre 2001 | Oberhof   | Germania | Doppio con Steffen Skel |
| 20 gennaio 2002  | Sigulda   | Lettonia | Doppio con Steffen Skel |

### Coppa del Mondo juniores
- Miglior piazzamento in classifica generale nel doppio: 2° nel 1990/91.